# ولایت ایبوری

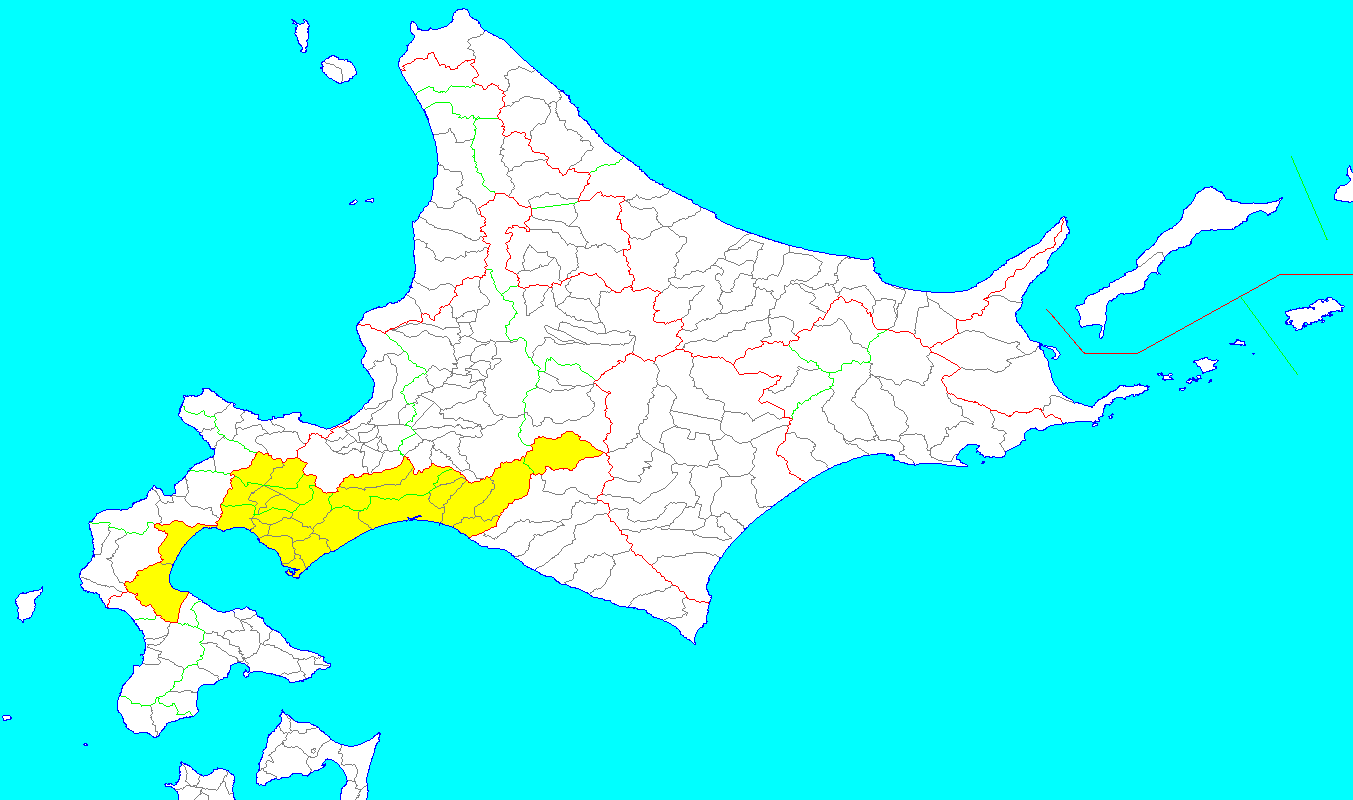
نقشه ژاپن در سال ۱۸۶۹ میلادی. این ولایت با رنگ تیره مشخص شده است.

ولایت ایبوری (به ژاپنی: 胆振国 Iburi-no kuni) یکی از ولایت‌ها در تقسیم‌بندی کشوری قدیم ژاپن بود.